# Stripped (The Rolling Stones)
Stripped je koncertní album britské rockové skupiny The Rolling Stones, které vyšlo v roce 1995. Skladby byly nahrávány na konci světového turné Voodoo Lounge Tour v malých koncertních prostředích v Brixton Academy (Londýn), Paradiso (Amsterdam), Olympia (Paříž) v roce 1995. Součástí alba jsou také studiové nahrávky, které skupina nahrávala ve studiích v Tokiu a v Lisabonu. V roce 2016 vyšla rozšířená verze tohoto alba s názvem Totally Stripped, která obsahovala také videozáznamy všech tří koncertů a také krátký dokumentární film. 

## Seznam skladeb
Stripped (1995)
| Pořadí | Skladba                                       | Datum a místo nahrávání                                | Délka |
| ------ | --------------------------------------------- | ------------------------------------------------------ | ----- |
| 1.     | "Street Fighting Man"                         | 26. května 1995 – Paradiso, Amsterdam                  | 3:41  |
| 2.     | "Like A Rolling Stone" (Bob Dylan)            | 19. července 1995 – Brixton Academy, Londýn            | 5:39  |
| 3.     | "Not Fade Away" (Norman Petty/Charles Hardin) | červenec 1995 – Estudios Valentim De Carvalho, Lisabon | 3:06  |
| 4.     | "Shine a Light"                               | 3. července 1995 – Olympia, Paříž                      | 4:38  |
| 5.     | "The Spider and the Fly"                      | březen 1995 – Toshiba-EMI Studios, Tokio               | 3:29  |
| 6.     | "I'm Free"                                    | červenec 1995 – Estudios Valentim De Carvalho, Lisabon | 3:13  |
| 7.     | "Wild Horses"                                 | březen 1995 – Toshiba-EMI Studios, Tokio               | 5:09  |
| 8.     | "Let It Bleed"                                | 3. července 1995 – Olympia, Paříž                      | 4:15  |
| 9.     | "Dead Flowers"                                | 19. července 1995 – Brixton Academy, Londýn            | 4:13  |
| 10.    | "Slipping Away"                               | březen 1995 – Toshiba-EMI Studios, Tokio               | 4:55  |
| 11.    | "Angie"                                       | 3. července 1995 – Olympia, Paříž                      | 3:29  |
| 12.    | "Love In Vain" (Robert Johnson)               | březen 1995 – Toshiba-EMI Studios, Tokio               | 5:31  |
| 13.    | "Sweet Virginia"                              | červenec 1995 – Estudios Valentim De Carvalho, Lisabon | 4:16  |
| 14.    | "Little Baby" (Willie Dixon)                  | březen 1995 – Toshiba-EMI Studios, Tokio               | 4:00  |

Totally Stripped (2016)
| Pořadí | Skladba                            | Datum a místo nahrávání                     |
| ------ | ---------------------------------- | ------------------------------------------- |
| 1.     | "Not Fade Away"                    | 26. května 1995 – Paradiso, Amsterdam       |
| 2.     | "Honky Tonk Women"                 | 3. července 1995 – Olympia, Paříž           |
| 3.     | "Dead Flowers"                     | 26. května 1995 – Paradiso, Amsterdam       |
| 4.     | "Faraway Eyes"                     | 19. července 1995 – Brixton Academy, Londýn |
| 5.     | "Shine a Light"                    | 26. května 1995 – Paradiso, Amsterdam       |
| 6.     | "I Go Wild"                        | 3. července 1995 – Olympia, Paříž           |
| 7.     | "Miss You"                         | 19. července 1995 – Brixton Academy, Londýn |
| 8.     | "Like A Rolling Stone" (Bob Dylan) | 26. května 1995 – Paradiso, Amsterdam       |
| 9.     | "Brown Sugar"                      | 3. července 1995 – Olympia, Paříž           |
| 10.    | "Midnight Rambler"                 | 19. července 1995 – Brixton Academy, Londýn |
| 11.    | "Jumping Jack Flash"               | 3. července 1995 – Olympia, Paříž           |
| 12.    | "Gimme Shelter"                    | 26. května 1995 – Paradiso, Amsterdam       |
| 13.    | "Rip This Joint"                   | 26. května 1995 – Paradiso, Amsterdam       |
| 14.    | "Street Fighting Man"              | 26. května 1995 – Paradiso, Amsterdam       |

## Obsazení
The Rolling Stones
- Mick Jagger – (zpěv, harmonika, kytara, maracas)
- Keith Richards – (kytara, doprovodné vokály, zpěv)
- Ronnie Wood – (kytara, havajská kytara)
- Charlie Watts – (bicí)

Doprovodní hudebníci
- Darryl Jones – (baskytara, doprovodné vokály)
- Chuck Leavell – (klávesy, doprovodné vokály)
- Lisa Fischer – (doprovodné vokály, zpěv)
- Bernard Fowler – (doprovodné vokály, perkuse)
- Bobby Keys – (saxofon)
- Michael Davis – (trombon)
- Kent Smith – (trubka)
- Andy Snitzer – (saxofon)
- Don Was – (Hammondovy varhany)